# Петушков, Роман Александрович
Роман Александрович Петушков (род. 18 февраля 1978 года, Москва) — российский спортсмен, телеведущий. Единственный шестикратный паралимпийский чемпион (в рамках одних игр) за всю историю Паралимпийских игр (на играх в Сочи 2014 года), двукратный призёр Паралимпийских игр 2010 года в Ванкувере. Заслуженный мастер спорта России.

## Биография
В 2006 году Роман Петушков попал в автокатастрофу: его сбила грузовая фура, после чего ему ампутировали обе ноги. Вернуться к активной жизни помог спорт, которым Роман начал заниматься в Дмитрове с сентября того же года. Уже в следующем году Петушков выступал за сборную России на Кубке мира 2007 года. Тренер — Ирина Громова.
В 2010 году на Зимних Паралимпийских играх в Ванкувере  Роман Петушков выиграл две медали (серебряную и бронзовую). Но подлинным триумфом для него стали Зимние Паралимпийские игры в Сочи (2014 год), когда он завоевал 3 золотые медали в биатлоне и 3 — на лыжных гонках, став первым в истории шестикратным паралимпийским чемпионом.
Окончил Московскую государственную академию физической культуры.
С 13 ноября 2015 года по 25 апреля 2016 года вёл программу «Легенды спорта» на телеканале «Звезда».

## Спортивные достижения

### Паралимпийские зимние игры
- Золото (Ванкувер, Канада, 2010 год) — Лыжные гонки 15 км, сидя
- Золото (Ванкувер, Канада, 2010 год) — Биатлон 12,5 км, сидя
- Золото (Сочи, Россия, 2014 год) — Биатлон 12,5 км, мужчины, сидя
- Золото (Сочи, Россия, 2014 год) — Биатлон 15 км, мужчины, сидя
- Золото (Сочи, Россия, 2014 год) — Биатлон 7,5 км, мужчины, сидя
- Золото (Сочи, Россия, 2014 год) — Лыжные гонки 15 км, мужчины, сидя
- Золото (Сочи, Россия, 2014 год) — Лыжные гонки Открытая эстафета 4 x 2.5 км
- Золото (Сочи, Россия, 2014 год) — Лыжные гонки Спринт 1 км, мужчины, сидя

### Чемпионаты мира

#### Лыжные гонки
- Золото (Соллефтео, Швеция, 2013 год) — 1 км, спринт, сидя
- Золото (Соллефтео, Швеция, 2013 год) — 10 км, сидя
- Золото (Соллефтео, Швеция, 2013 год) — 15 км, сидя
- Золото (Соллефтео, Швеция, 2013 год) — 4 х 2,5 км, открытая эстафета
- Золото (Вуокатти, Финляндия, 2009 год) — 10 км, сидя
- Золото (Вуокатти, Финляндия, 2009 год) — 15 км, сидя
- Золото (Вуокатти, Финляндия, 2009 год) — 1 км, спринт

#### Биатлон
- Золото (Соллефтео, Швеция, 2013 год) — 12,5 км, сидя
- Золото (Ханты-Мансийск, Россия, 2011 год) — 2,4 км, гонка преследования, сидя
- Серебро (Соллефтео, Швеция, 2013 год) — 15 км, сидя
- Серебро (Вуокатти, Финляндия, 2009 год) — 3 км, гонка преследования, сидя
- Бронза (Соллефтео, Швеция, 2013 год) — 7,5 км, сидя
- Бронза (Ханты-Мансийск, Россия, 2011 год) — 7,5 км, сидя
- Бронза (Вуокатти, Финляндия, 2009 год) — 12,5 км, сидя

## Награды
- Орден «За заслуги перед Отечеством» IV степени (2014 год) — за большой вклад в развитие физической культуры и спорта, высокие спортивные достижения на XI Паралимпийских зимних играх 2014 года в городе Сочи[5][6]
- Медаль ордена «За заслуги перед Отечеством» II степени (2010 год) — за большой вклад в развитие физической культуры и спорта, высокие спортивные достижения на X Паралимпийских зимних играх 2010 года в городе Ванкувере (Канада)[7]
- Заслуженный мастер спорта России
- Дважды удостоен звания «Спортсмен месяца» (Международный паралимпийский комитет, январь 2012 года и февраль 2013 года)
- Лауреат премии «Поворот судьбы» (Паралимпийский комитет России, 2013 год)